# ویرجینیا دیویس
ویرجینیا دیویس (انگلیسی: Virginia Davis؛ ۳۱ دسامبر ۱۹۱۸ – ۱۵ اوت ۲۰۰۹) یک هنرپیشه، و فیلم‌نامه‌نویس اهل ایالات متحده آمریکا بود. وی بین سال‌های ۱۹۲۳ تا ۱۹۴۶ میلادی فعالیت می‌کرد.

## بخشی از فیلمشناسی
از فیلم‌ها یا برنامه‌های تلویزیونی که وی در آن نقش داشته‌است می‌توان به آثار زیر اشاره کرد.
- سه نفر با یک کبریت (۱۹۳۲)
- ایسلند (۱۹۴۲)